# Georg Baumgartner (poslanec Říšské rady)
Georg Baumgartner (6. listopadu 1860 Steyrling – 28. listopadu 1927 Wels) byl rakouský římskokatolický kněz a křesťansko sociální politik, na počátku 20. století poslanec Říšské rady, v poválečném období poslanec rakouské Národní rady.

## Biografie
Vychodil jednotřídní národní školu v rodném Steyrlingu a soukromé jezuitské gymnázium v Freinbergu u Lince. Vystudoval kněžský seminář v Linci. Působil jako duchovní rada a farář ve Weyeru. Angažoval se v Křesťansko sociální straně Rakouska. Pracoval jako redaktor listu Welser Zeitung. V letech 1909–1915 byl poslancem Hornorakouského zemského sněmu.
Na počátku 20. století se zapojil i do celostátní politiky. V doplňovacích volbách roku 1904 získal mandát v Říšské radě (celostátní zákonodárný sbor) místo dosavadního poslance Leopolda Kerna ve všeobecné kurii, obvod Steyr, Gmunden, Kirchdorf, Vöcklabruck. Nastoupil 8. března 1904. Uspěl i ve volbách do Říšské rady roku 1907, konaných poprvé podle všeobecného a rovného volebního práva, za obvod Horní Rakousy 18. Usedl do poslanecké frakce Křesťansko-sociální sjednocení. Mandát obhájil za týž obvod i ve volbách do Říšské rady roku 1911 a byl členem klubu Křesťansko-sociální klub německých poslanců. Ve vídeňském parlamentu setrval až do zániku monarchie.Profesně byl k roku 1911 uváděn jako poslanec Hornorakouského zemského sněmu a farář.
Po válce zasedal v letech 1918–1919 jako poslanec Provizorního národního shromáždění Německého Rakouska (Provisorische Nationalversammlung).